# Lac de Tcheremenets

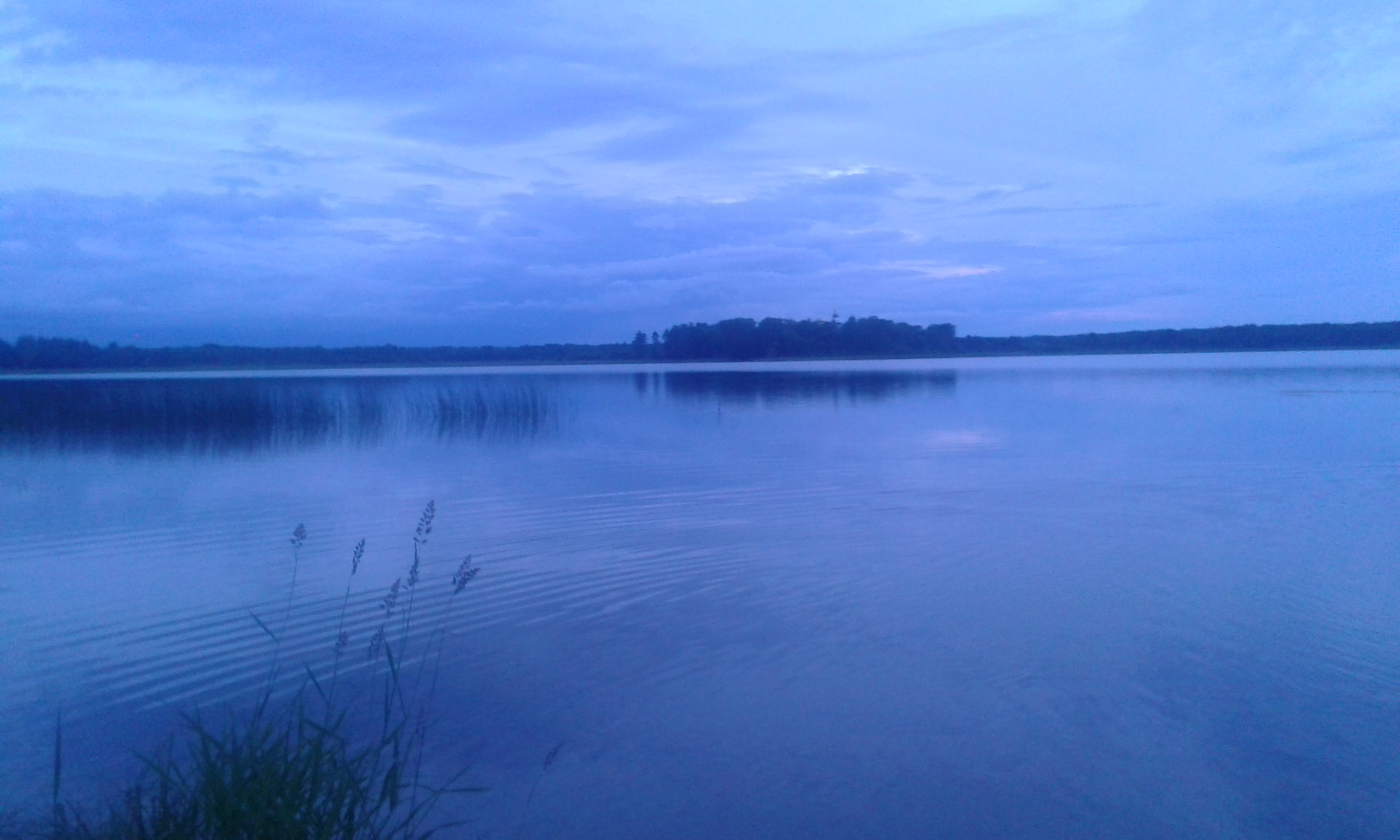
Le lac le soir.

Le lac de Tcheremenets (Череменецкое озеро) est un lac en Russie situé dans le raïon de Louga au sud-ouest de l'oblast de Léningrad. Il fait partie du territoire des communes rurales de Djerzinski et Skreblovo. Il se trouve à 38,6 mètres d'altitude et s'étend sur 15 km2.

## Description

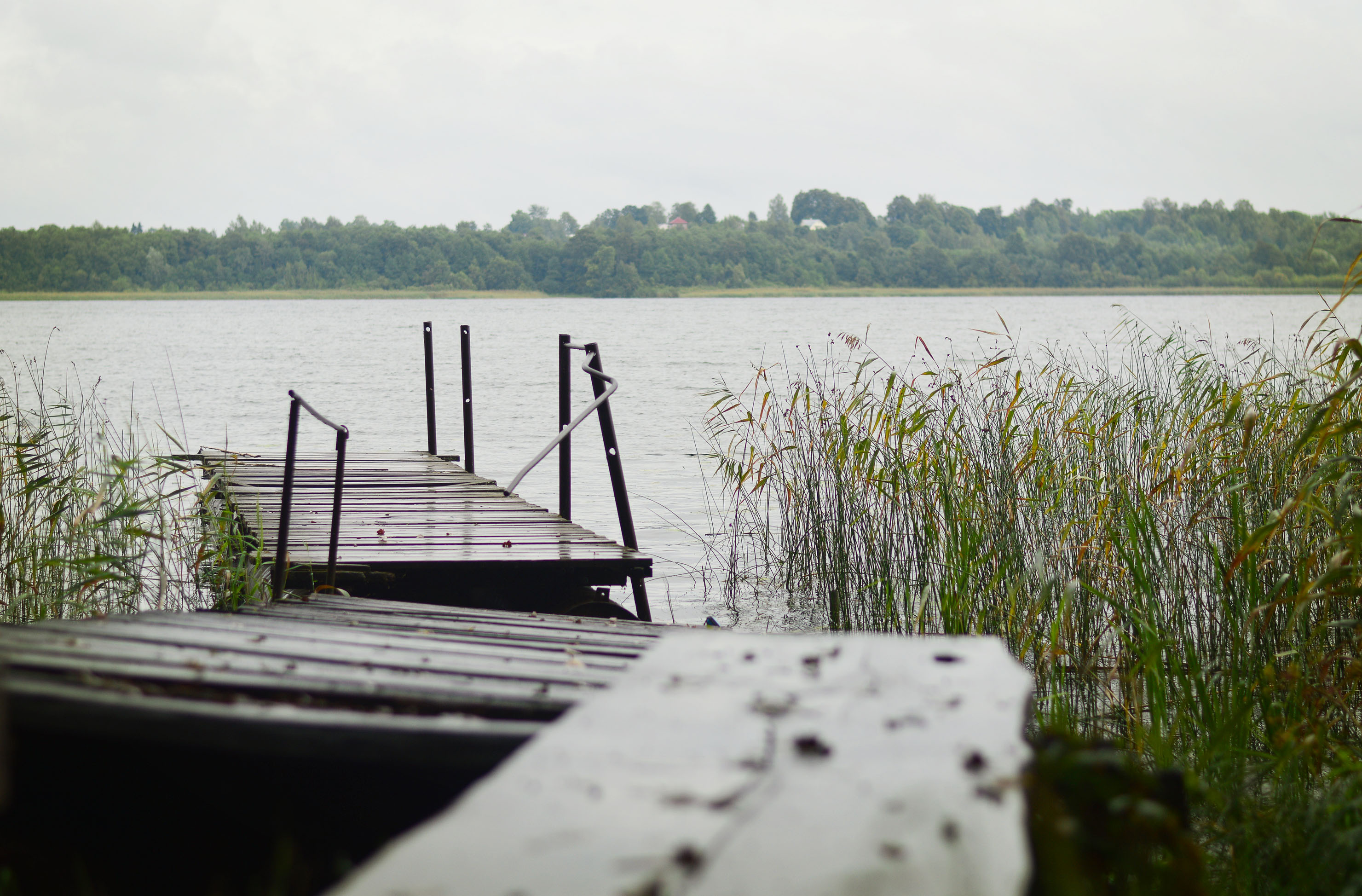
Vue du lac à partir du monastère.

Le lac s'allonge vers le sud au nord-est du lac de Brevo sur une longueur de 14,7 km pour 1,8 km de largeur au plus. C'est donc un lac allongé et étroit dont les rives mesurent 37 km. Deux rivières s'y jettent : la Bystritsa et la Kouksa, ainsi que neuf petits cours d'eau sans nom. Le lac se déverse dans la Popotka. Il a une profondeur de 8 m en moyenne (27 m au maximum).
Ses rives sont escarpées, hautes et souvent sablonneuses avec des roseaux et des prêles. Sa faune aquatique est représentée par la lotte, le gardon, le corégone, la brème, l'éperlan, le brochet. Les variétés de corégone du Ladoga et du corégone lavaret y ont été introduites pour la reproduction.
Le monastère Saint-Jean de Tcheremenets se trouve sur une presqu'île de la rive occidentale du lac au lieu-dit Tcheremenets.
Au bout Nord du lac se trouvent le village de Rapti et la maison de vacances Borovoïe. Les villages des bords du lac sont Solntsev Bereg, Navolok, Répi, Iougostitsy, Goloubkovo, Petrovskaïa Gorka, Krasny Oktiabr. La ville de Louga est à une vingtaine de kilomètres au nord.